# NGC 1047
NGC 1047 ist eine Zwerggalaxie vom Hubble-Typ dSAB? im Sternbild Walfisch südlich der Ekliptik. Sie ist rund 63 Millionen Lichtjahre von der Milchstraße entfernt und hat einen Durchmesser von etwa 25.000 Lichtjahren.

Die Galaxien NGC 1035, NGC 1042 und NGC 1052 befinden sich in der gleichen Himmelsregion und bilden wahrscheinlich eine Galaxiengruppe.
Das Objekt wurde am 10. November 1885 vom US-amerikanischen Astronomen Lewis Swift entdeckt.